# Asellus levanidovorum
Asellus (Asellus) levanidovorum là một loài chân đều trong họ Asellidae. Loài này được Henry & Magniez miêu tả khoa học năm 1995.